# Pallio (indumento)
Il pallio (lat. pallium) è un ampio mantello usato dai romani e adoperato nelle commedie latine ad ambientazione greca, chiamate appunto palliate; deriva infatti dal mantello in uso presso i greci chiamato himation. Generalmente di forma rettangolare, era fabbricato con lana bianca e veniva indossato sopra la tunica (equivalente del chitone greco) dai filosofi e da coloro che esercitavano professioni legate alla cultura greca.

## Il pallio filosofico otribone

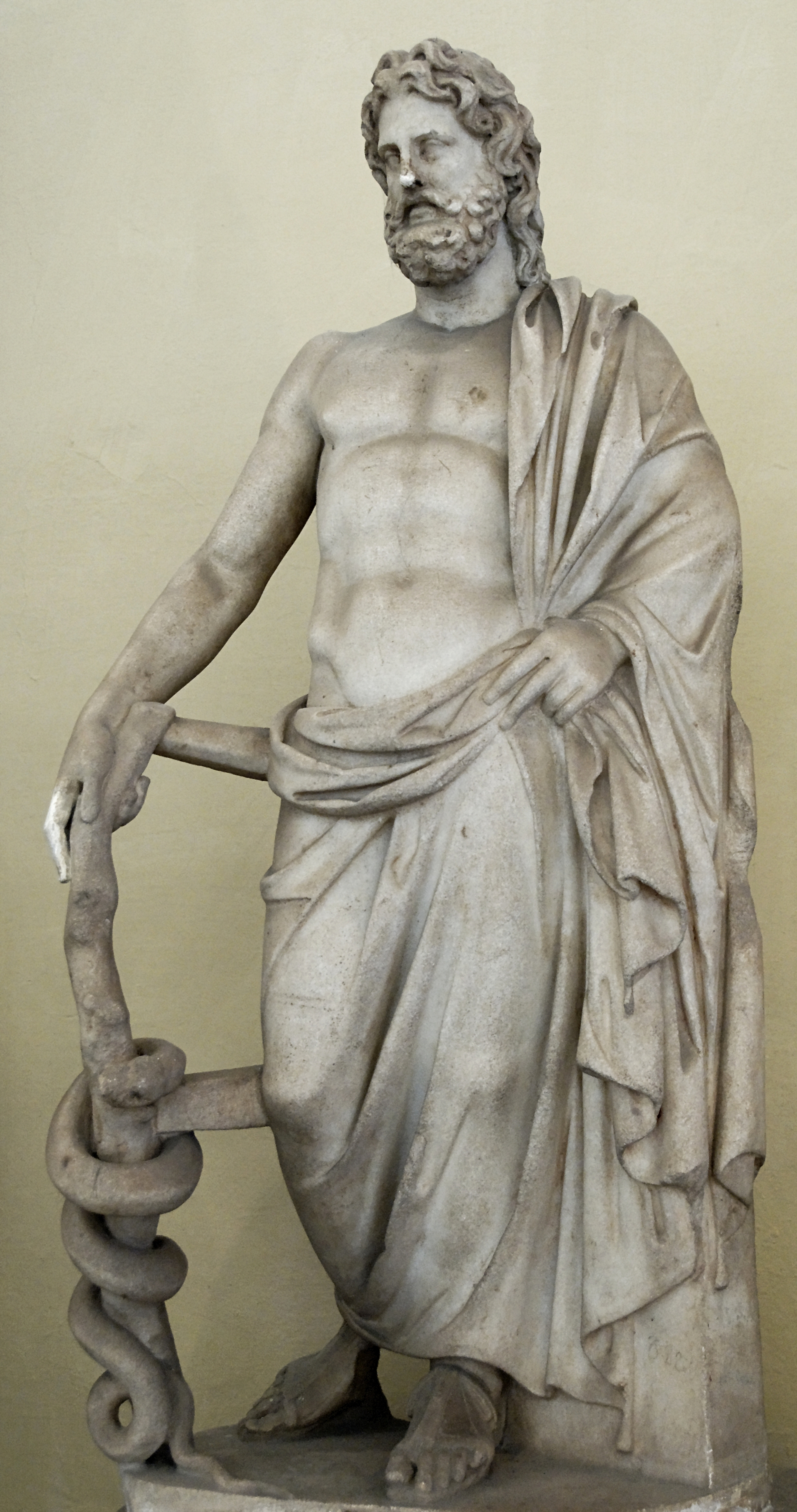
Statua di Asclepio con mantello da filosofo, bastone e vipera.

Il mantello del filosofo (latino: pallium philosophicum; τρίβων, tríbōn) era il nome di un ampio indumento esterno di foggia semplice e grossolana nell'antichità.
In origine, il tribone era indossato dai cretesi e dagli spartani. Nel V secolo a.C., il mantello di lana indossato senza indumento intimo, il chitone, entrò a far parte dell'abbigliamento degli ateniesi, dove era l'indumento degli imitatori dei costumi spartani, ma anche della gente comune e dei contadini.
Secondo Platone  e Senofonte, Socrate indossava il tribone. In seguito, divenne il segno distintivo del filosofo, in particolare dei rappresentanti delle scuole filosofiche cinica e stoica. Era indossato anche dagli insegnanti di retorica, in particolare durante le lezioni del periodo imperiale romano. 
Damascio riferisce che anche Ipazia, matematica, astronoma e filosofa del V secolo, indossava il tribone. È controverso se intendesse screditarla come cinica o se riferisse un evento reale.
Anche filosofi laici, come l'imperatore Marco Aurelio Antonino Pio, indossavano il tribone come segno dei loro sforzi filosofici. Nella tarda antichità, il tribone divenne un capo di abbigliamento popolare per i cristiani maschi (cfr. nel II secolo anche il De pallio di Tertulliano).